# 文致和

文致和牧徽

文致和（荷蘭語：Franciscus Hubertus Schraven, C.M.，1873年10月13日—1937年10月9日），荷兰遣使会士，天主教直隶西南宗座代牧区宗座代牧，在中日战争期间为保护河北正定当地居民而被杀害。

## 早年
1873年10月13日，文致和出生于荷兰东南部林堡省马斯河畔霍斯特镇的村庄洛图姆（Lottum） 。他就读于本省的鲁尔蒙德。后进入法国巴黎的遣使会大修院，1899年5月27日，文致和在巴黎遣使会祝圣为神父。同年前往中国传教。

## 中国正定
1899年9月30日，文神父乘海轮到达上海，然后经天津、保定，于10月23日抵达目的地正定府，1900年被派到天主教村庄宁晋县唐邱，担任传教士何纳可神父的助手。当时正值庚子教难，面临义和团的攻击，而继续牧灵工作。1904年被调到正定主教座堂，担任包儒略主教的助手，担任教区的理家神父，负责账房。
1908年，文神父被派往上海，1911年调往天津，1914年又回到上海，在遣使会设在两地的办事处账房上海首善堂和天津首善堂工作，负责教会房地产和财政事务，每天早晨去广慈医院为病人举行弥撒。上海首善堂设立于1856年，位于上海法租界，最初在法租界外滩（今中山东二路），1914年法租界扩展后西迁，西门在吕班路（今重庆南路）139、141号，东门在萨坡赛路（淡水路）116号，北临蒲柏路（太仓路）。上海首善堂建筑现为黄浦区人大和政协办公楼。天津首善堂坐落于天津法租界领事馆路（今和平区承德道21号），始建于19世纪，在天津拥有大量房地产，建筑现为北京银行天津分行使用。
1920年12月3日，文致和被任命为直隶西南代牧区宗座代牧。1921年4月10日，在正定主教座堂，由其表兄，天主教永平教区主教武致中（Ernest François Geurts, C.M.）祝圣为主教。
1927-1928年，教区再次面临教难，主教府被军队占据，改为猪舍。文主教不顾危险，继续留下从事福传工作。并且祝圣了新建的熙笃会正定神乐院。

## 死难
1937年，中日战争全面爆发。10月8日，日军占领正定，在城里大肆奸掳烧杀。大约5 000名当地居民，其中包括200名年轻妇女，来此寻求教会的庇护。据认为，这些年轻妇女有被士兵带走充当慰安妇的危险。
10月9日上午，日军开始洗劫正定主教座堂。文致和主教严词拒绝日军索要妇女的要求。 当晚7点，日军冲进食堂，将64岁的文致和主教以及克罗地亚神父柴慎成（Thomas Ceska，65岁）、法国神父夏露贤（Lucien Charny，55岁）、艾德偲（Antoon Geerts，62岁，荷兰）和贝德良（Eugène Bertrand，32岁，法国）、荷兰神父魏之纲（Gerrit Wouters，28岁），波兰神父白来福（Vadislas Prinz， 28岁），法国熙笃会霍修士（Emanuel Robial，60岁）等9名外籍神职人员绑架，在300米外的天宁寺凌霄塔南侧被日军杀害，被活活烧死文致和遗骨于11月22日下葬天主教墓地。其继任者是陳啓明主教（1939年－1959年）。日军迫于压力对此事致歉。

### 不同观点
日本历史修正主义组织历史事实传播协会，否认是日本士兵杀害了主教神父。他们驳斥说，对罪行的指控是一种宣传，理由是当时该地区并没有慰安所。
北京的日本和法国驻华使馆之间的信件中，认为对造成死亡负责的不是日本军官，而是中国军人。
为死难的主教神父竖立了纪念碑。

## 遗产
2013年，罗尔蒙德主教弗朗斯·维尔茨（Frans Wiertz）提请文致和作为殉教者宣福。 申请文件已于2014年提交罗马封圣部。并有呼吁将文致和封为性虐待受害者的主保圣人。
2016年，“文致和之路”在他的家乡洛图姆开通，步行10公里，连接他的出生地与当地的教堂。